# 大阪市警視庁

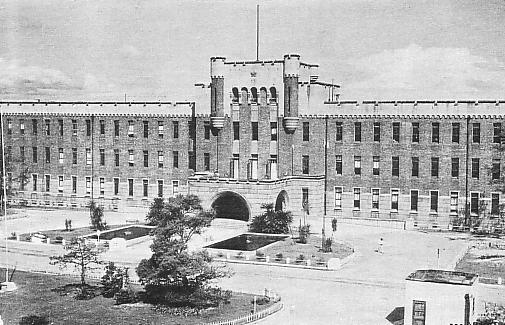
大阪市警視庁本部庁舎（旧・中部軍管区司令部）

大阪市警視庁（おおさかしけいしちょう）はかつて存在した大阪府大阪市の自治体警察である。前身の大阪市警察局、後身の大阪市警察本部についても記述する。

## 沿革
GHQの指示で制定された旧警察法に基づき、大阪府では1947年（昭和22年）12月21日に国家地方警察と各自治体警察が設置され、大阪市は自治体警察として大阪市警察本部（名称は大阪市警察局）を設置した。その本部は、当時の大阪市東区に位置していた大阪府庁内に置かれた。初代警察長には鈴木栄二が任命された。
府庁には国家地方警察の大阪警察管区本部と大阪府本部も置かれており、窮屈であったので、1948年（昭和23年）3月20日、大阪市警察局は本部を大阪市東区杉山町無番地（大阪城公園内）の旧・旧帝国陸軍の中部軍管区司令部庁舎（のちの大阪市立博物館）に移転した。そして、翌年9月1日に大阪市警視庁と改称し、警察長は警視総監と称されることとなった。
1954年（昭和29年）7月から新警察法が施行され、国家地方警察と自治体警察が廃止されることとなったが、大阪市警察も1年に限り存続することとなり、7月から大阪市警察本部に改称。同時に長も警視総監から本部長（階級は警視長）に改称した（同日、国家地方警察大阪府本部と24市町村の各自治体警察は統合され、大阪府警察が発足した。）。1955年（昭和30年）7月に大阪市警察も大阪府警察に統合された。

## 組織
1952年（昭和27年3月31日時点）
- 審議室
- 総務部
  - 秘書課、庶務課、経理課、通信課
- 警務部
  - 人事課、厚生課、教養課、警察学校
- 警ら部
  - 警ら課、交通課、警備課、機動隊
- 保安部
  - 保安課、少年課
- 刑事部

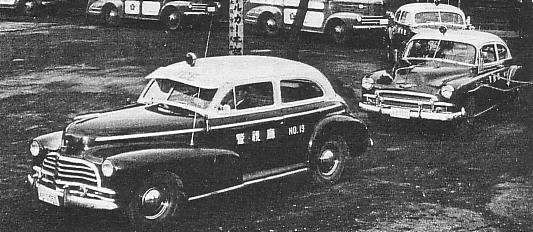
大阪市警視庁のパトカー（シボレー・スタイルマスター）。車体に「警視廰」と書かれている。

  - 企画課、捜査第一課、捜査第二課、捜査第三課、鑑識課
- 第一方面部
- 第二方面部
- 第三方面部
- 第四方面部

## 警察署

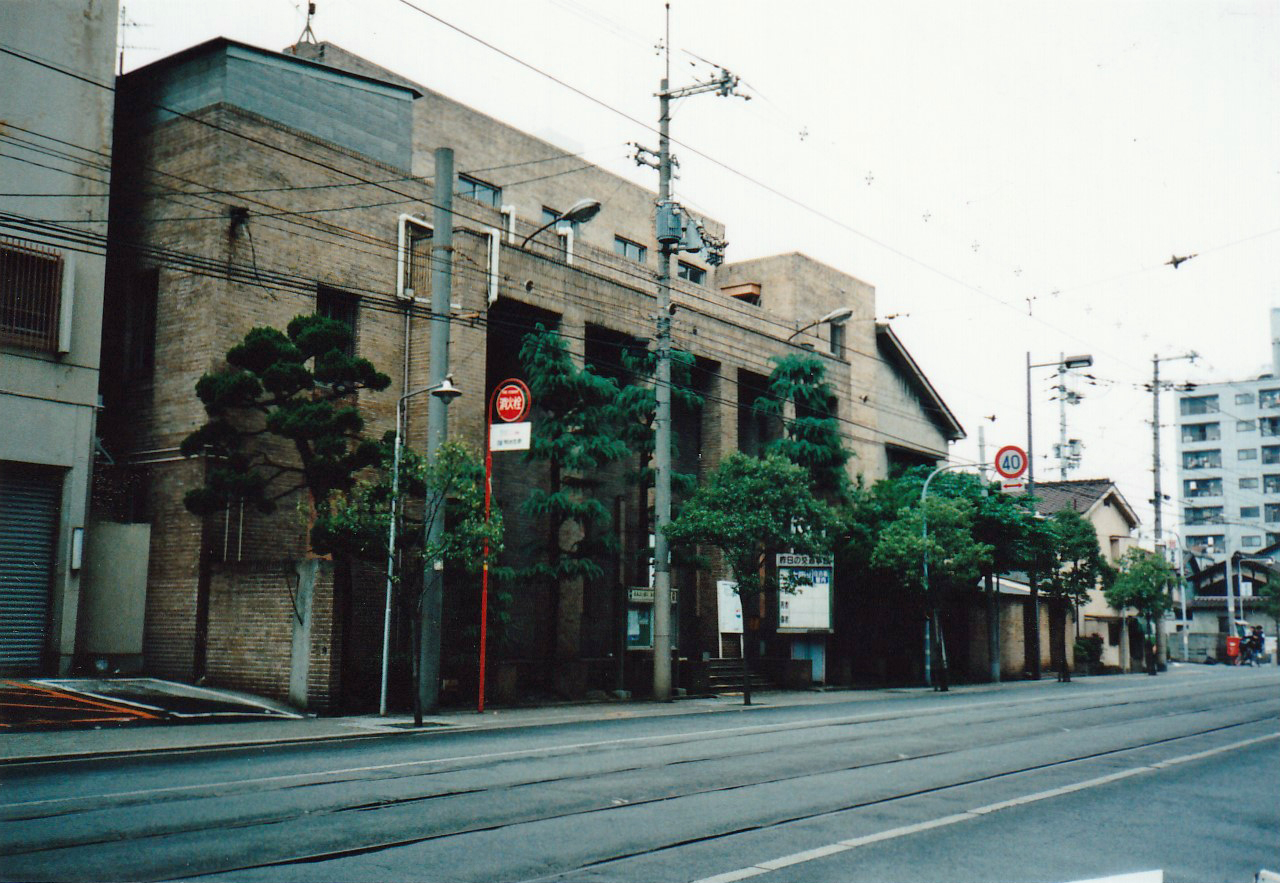
1994年まで使われていた大阪市警視庁時代の住吉警察署

1952年（昭和27年3月31日）時点
- 曽根崎警察署
- 天満警察署
- 都島警察署
- 福島警察署
- 此花警察署
- 東警察署
- 西警察署
- 港警察署

- 南警察署
- 浪速警察署
- 大淀警察署
- 西淀川警察署
- 十三橋警察署（現・淀川警察署）
- 淡路警察署（現・東淀川警察署）
- 東成警察署
- 生野警察署

- 旭警察署
- 城東警察署
- 阿倍野警察署
- 住吉警察署
- 田辺警察署（現・東住吉警察署）
- 平野警察署
- 西成警察署
- 大阪港水上警察署

## 歴代警視総監（局長）

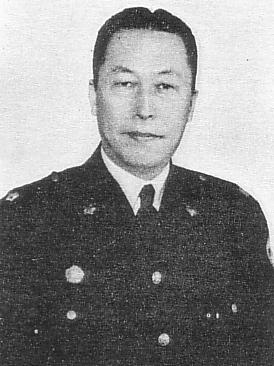
初代：鈴木栄二
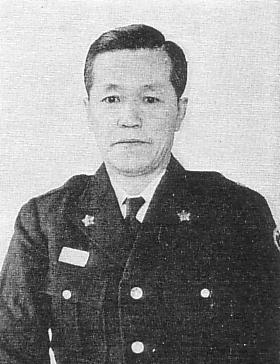
第2代：田中楢一

## 主な事件
- 阪神教育事件
- 東成警察署襲撃事件
- 親子爆弾事件

## エピソード
- 初代警視総監の鈴木栄二は、大阪のような事件の多い大都会では、善良な一般市民には安心感を、不法分子には重圧感をあたえる意味で「警視庁」ほど適切な名称はほかにないとして「大阪警視庁」という名称にこだわったが、市公安委員会は「警視庁」の名前が官僚的でおもしろくないと強く反対するなど紛糾がつづき、最終的に大阪市警視庁で決着した[3]。
- 大阪市警視庁は「オイコラ警察」でなく市民奉仕の「日本一の警察」を目指し、O.P.P. (OSAKA POLICE POST) という連絡箱を設けて市民の声を取り入れたり、徒歩や自転車でのパトロールに重きを置いた英米モデルの警ら制度を全国に先駆けて導入したりした[3]。

## 庁舎の現状

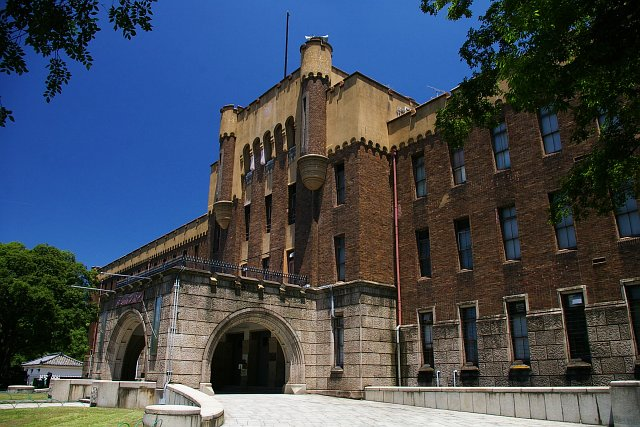
大阪市警視庁本部（旧第四師団司令部庁舎）
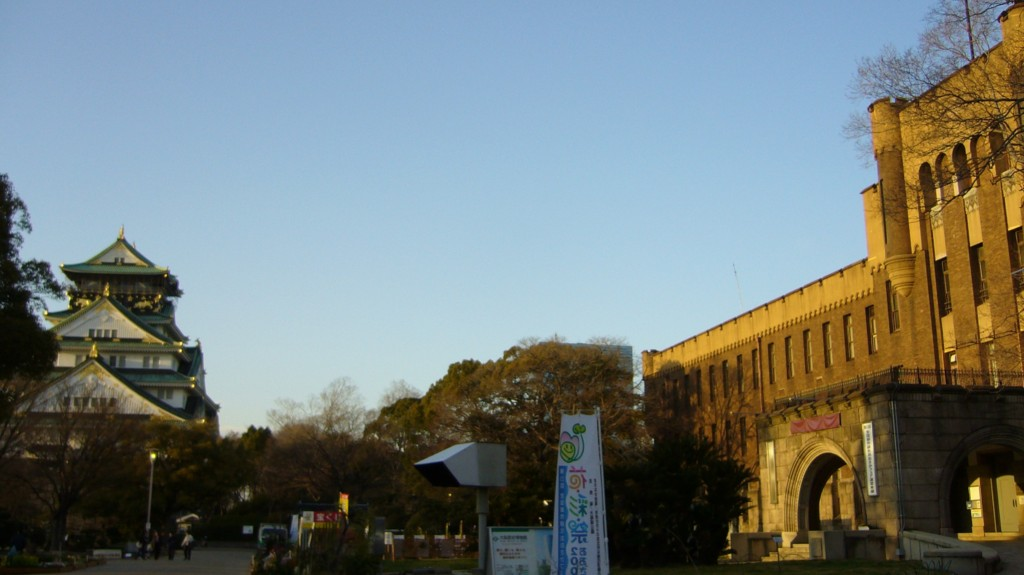
大阪市警視庁本部と復興天守（2006年3月）